# آيه. مايكل بالدوين
آيه. مايكل بالدوين (بالإنجليزية: A. Michael Baldwin)‏ هو ممثل أمريكي، ولد في 4 أبريل 1963 بلوس أنجلوس في الولايات المتحدة.

## وصلات خارجية
- آيه. مايكل بالدوين على موقع IMDb (الإنجليزية)
- آيه. مايكل بالدوين على موقع ألو سيني (الفرنسية)
- آيه. مايكل بالدوين على موقع أول موفي (الإنجليزية)
- آيه. مايكل بالدوين على موقع قاعدة بيانات الفيلم (الإنجليزية)
- آيه. مايكل بالدوين على موقع كينوبويسك (الروسية)